# Championnat de France de basket-ball 1943-1944
Navigation
Saison précédente Saison suivante
La saison 1943-1944 du championnat de France de basket-ball Excellence est la 22e édition du championnat de France masculin de basket-ball.
Le FC Grenoble conserve son titre en remportant le championnat.

## Présentation
Le championnat retrouve une organisation plus classique, il n'y a plus de tournoi par zones.
Cependant on retrouve exactement la même finale que l'an passée avec le FC Grenoble et l'US Métro.
La finale ne se joue plus au Stade Pierre-de-Coubertin mais sur le court central du Stade Roland-Garros en plein air.

## Phase finale

### Quarts de finale
- FC Grenoble[3] Stade français

- US Métro[3] Sporting Club de préparation olympique

- Paris université club[3] FC Lyon

- Championnet Sports[3] Toulouse Université Club

### Demi-finale
- FC Grenoble 29 – 21[4] Championnet Sports

- US Métro 24 – 19[4] Paris université club

### Finale
| Date de la finale | Vainqueur   | Score                 | Finaliste | Lieu de la finale          |
| ----------------- | ----------- | --------------------- | --------- | -------------------------- |
| 23 avril 1944     | FC Grenoble | 23 – 12 (mt : 13 – 7) | US Métro  | Stade Roland-Garros, Paris |